# 萊因哈特山
萊因哈特山（英語：Mount Reinhardt），是南極洲的山峰，位於杜費克海岸，處於古德冰川注入羅斯冰架處，海拔高度1,020米。它的山嘴形成一个向东南方向的陡坡。在1940年由美國研究隊發現，現時由南極條約體系管理。
萊因哈特山是1940年2月29日到3月1日间在美国南极洲服务探险（1939年至1941年）期间通过航空勘测被发现的。南極洲名稱諮詢委員會以美國海軍查尔斯·莱因哈特的一名工程师命名该山。莱因哈特在跳高行動（1946年至1947年）中担任工程师。